# Хантли (Илиноис)
Хантли (енгл. Huntley) град је у америчкој савезној држави Илиноис.

## Демографија
По попису из 2010. године број становника је 24.291, што је 18.561 (323,9%) становника више него 2000. године.
| Група             | 2000.         | 2010.          |
| Белци             | 5.293 (92,4%) | 20.524 (84,5%) |
| Афроамериканци    | 25 (0,4%)     | 301 (1,2%)     |
| Азијати           | 122 (2,1%)    | 1.266 (5,2%)   |
| Хиспаноамериканци | 245 (4,3%)    | 1.862 (7,7%)   |
| Укупно            | 5.730         | 24.291         |